# تپودونگ-۲
تپودونگ-۲ (کره‌ای: 대포동 ۲호) نامی برای موشک بالستیک دو یا سه مرحله‌ای کره شمالی است. تپودونگ-۱ نسل قبلی آن بوده است. این موشک یک بار تست شده و ۳۰-۴۰ ثانیه بعد شکست خورده است.
مشخصات موشک "تائپودونگ-۲

برد موشکی کره شمالی

"تائپودونگ-۲ (Taepodong-2)" یک موشک "سطح به سطح زمین پایه" بوده که ساخت کشور کره شمالی است. این موشک تلفیقی از تکنولوژی موشک ماهواره بر "اونها" و موشک‌های زمین به زمین "رودونگ" و "تائپودونگ ۱" است.
البته کلاس‌های مختلف موشک "تائپودونگ (Taepodong)" بین 5 تا 10 هزار کیلومتر برد دارند و با سوخت مایع پیمایش می‌کنند و البته آمریکا معتقد است این موشکها در آزمایش‌های ابتدایی بالستیک نبودند.
صاحب‌نظران معتقدند موشک "تائپودونگ" در صورت بهینه‌سازی و حمل یک سرجنگی سبک می‌تواند بردی بیش از 10 هزار کیلومتر داشته باشد و قلب آمریکا یعنی  "واشنگتن" را هدف قرار دهد و البته برخی تحلیل‌ها اینگونه است که می‌گوید موشک "تائپودونگ 2"  نهایتا به سواحل غربی ایالات متحده آمریکا می‌رسد.
طبق گزارش ها ، موشکی که کره شمالی آن را "یونها-3" می‌نامد، احتمالاً پیشرفته‌ترین نسخه موشک «تائپودونگ» این کشور می‌باشد. "پیونگ‌  یانگ"  اعلام کرده  که یک ماهواره ناظر بر زمین به نام  "کوانگ میونگ سانگ-4"  را در مدار قطبی قرار داده است.